# Rampart (Alaska)

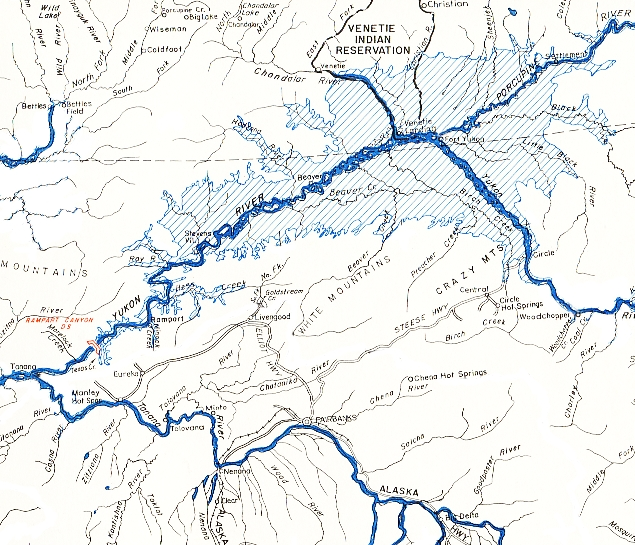
Progetto del bacino idrologico di Rampart Dam

Rampart è una località dell'Alaska negli Stati Uniti, appartenente alla regione Koyukuk del fiume Yukon nella Census Area di Yukon-Koyukuk. La popolazione nel 2010 era di 24 abitanti.
Il villaggio deve la sua notorietà per la posizione e l'elevato numero di abitanti durante la corsa all'oro del XIX secolo; fu fondato nel 1897 come molo d'approdo per la fornitura dei minatori e per gli abitanti delle valli limitrofe. La popolazione raggiunse i 10 000 abitanti l'anno successivo. Nel 1939 è stato costruito un aeroporto con una sola pista autorizzata dal Dipartimento dei Trasporti (Department of Transportation),ancor oggi operativo con codice IATA RMP Rampart River  per servizi essenziali, aero taxi ed anche per l'emissione di bollettini meteo  METAR (acronimo di METeorological Air Report) e TAF(Terminal Aerodrome Forecast / Previsione terminale d'aeroporto) ad uso aeroportuale.  Nel 1954 fu presentato un progetto per la costruzione di una Diga per la creazione di un bacino idrologico una centrale idroelettrica sul fiume Yukon mai realizzata. Nel 1980 venne approvata la creazione Rifugio faunistico nazionale Yukon Flats.